# Park Ward
Park Ward was een Britse carrosseriebouwer opgericht in 1919 en gevestigd in Willesden (Noord-Londen). In 1939 werd het bedrijf opgekocht door Rolls-Royce, aan wie Park Ward in de jaren dertig al volledig stalen carrosserieën leverde volgens de hoge normen van Rolls-Royce. In 1961 fuseerde het bedrijf met H. J. Mulliner & Co. om Mulliner Park Ward te vormen.

## Geschiedenis
Park Ward werd opgericht door William M. Park en Charles W. Ward. Ze bouwden hun eerste Rolls-Royce-carrosserie in 1920. Nadat ze begin jaren twintig carrosserieën voor een verscheidenheid aan auto's hadden geproduceerd, raakte Park Ward vooral geassocieerd met het nieuwe bedrijf van W.O. Bentley, dat chassis produceerde in het nabijgelegen Cricklewood.
In 1922 werden ze door Rolls-Royce gecontacteerd om standaardcarrosserieën te maken voor het kleine Twenty-model, maar dat project ging uiteindelijk niet door. Park Ward bouwde echter wel op maat gemaakte carrosserieën voor Rolls-Royce-klanten van de Silver Ghost. Vanaf het midden van de jaren twintig begon het bedrijf zich te concentreren op Bentley- en Rolls-Royce-modellen. In 1930 was 90% van alle bedrijfsactiviteit van Park Ward bestemd voor Rolls-Royce.
Na de overname van Bentley door Rolls-Royce in 1931 nam Rolls-Royce een belang in Park Ward. Vanaf 1933 ontwikkelde Park Ward in samenwerking met Rolls-Royce een technisch interessante, volledig stalen sedan, en vanaf 1936 werd deze aangeboden op het 4¼-liter Bentley-chassis. Deze carrosserieën maakten gebruik van Silentbloc-rubberbussen om motorgeluid en trillingen door schokken te verminderen. De auto's werden in kleine series geproduceerd, wat aanzienlijke productiebesparingen opleverde, met als gevolg een verlaging van de verkoopprijs.
In 1937 verlieten maar liefst tien auto's per week de fabrieken van Park Ward, en in 1939 voltooide Rolls-Royce de overname van het bedrijf. Na de Tweede Wereldoorlog bleef Park Ward speciale carrosserieën produceren en de volledig stalen technologie werd door Rolls-Royce gebruikt om een standaard carrosserieassortiment voor zijn auto's te produceren, te beginnen met de Bentley Mark VI.
IN 1961 werd Park Ward samengevoegd met H. J. Mulliner & Co. om Mulliner Park Ward te vormen. De activiteiten van Mulliner Park Ward werden gecentraliseerd in de voormalige Park Ward-fabriek in Willesden. Het bedrijf produceerde de carrosserieën voor voertuigen als de Rolls-Royce Phantom V en de Bentley S3 Continental.
In de jaren negentig bracht Rolls-Royce de naam Park Ward terug voor speciale versies van de Silver Spirit en Silver Seraph.

## Fotogalerij

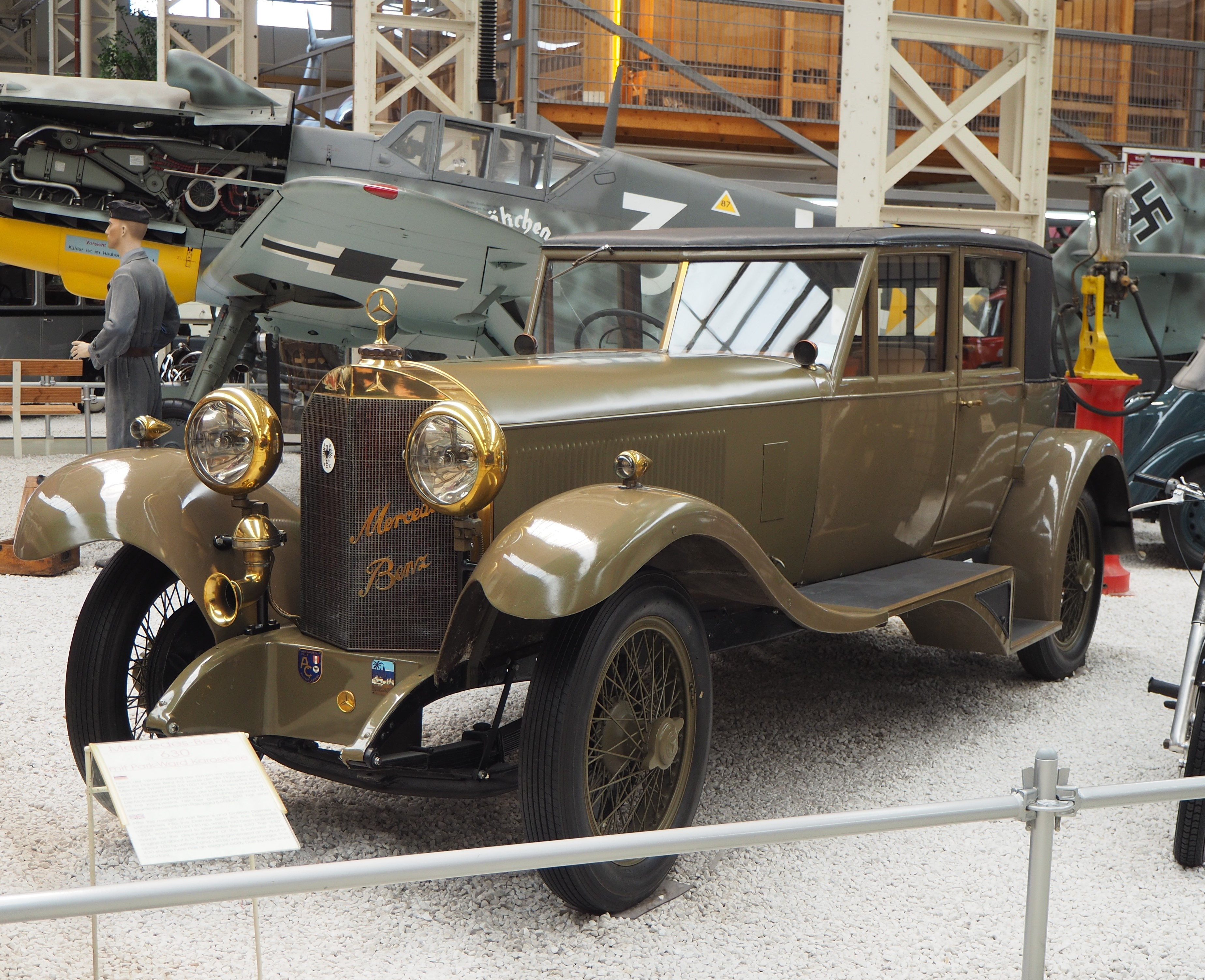
Mercedes-Benz 630 (1924) met een carrosserie van Park Ward
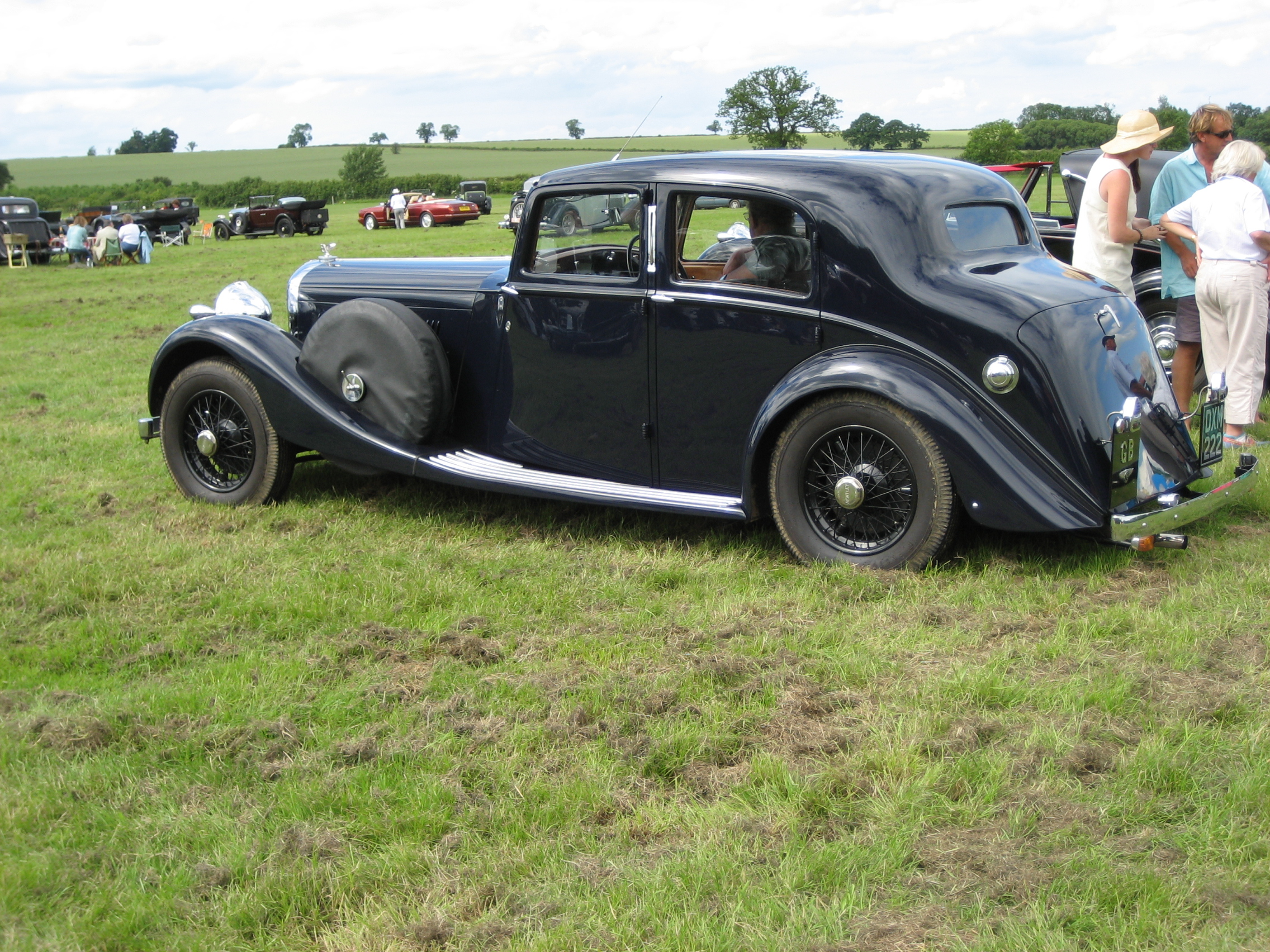
Bentley 4¼-litre (1937)
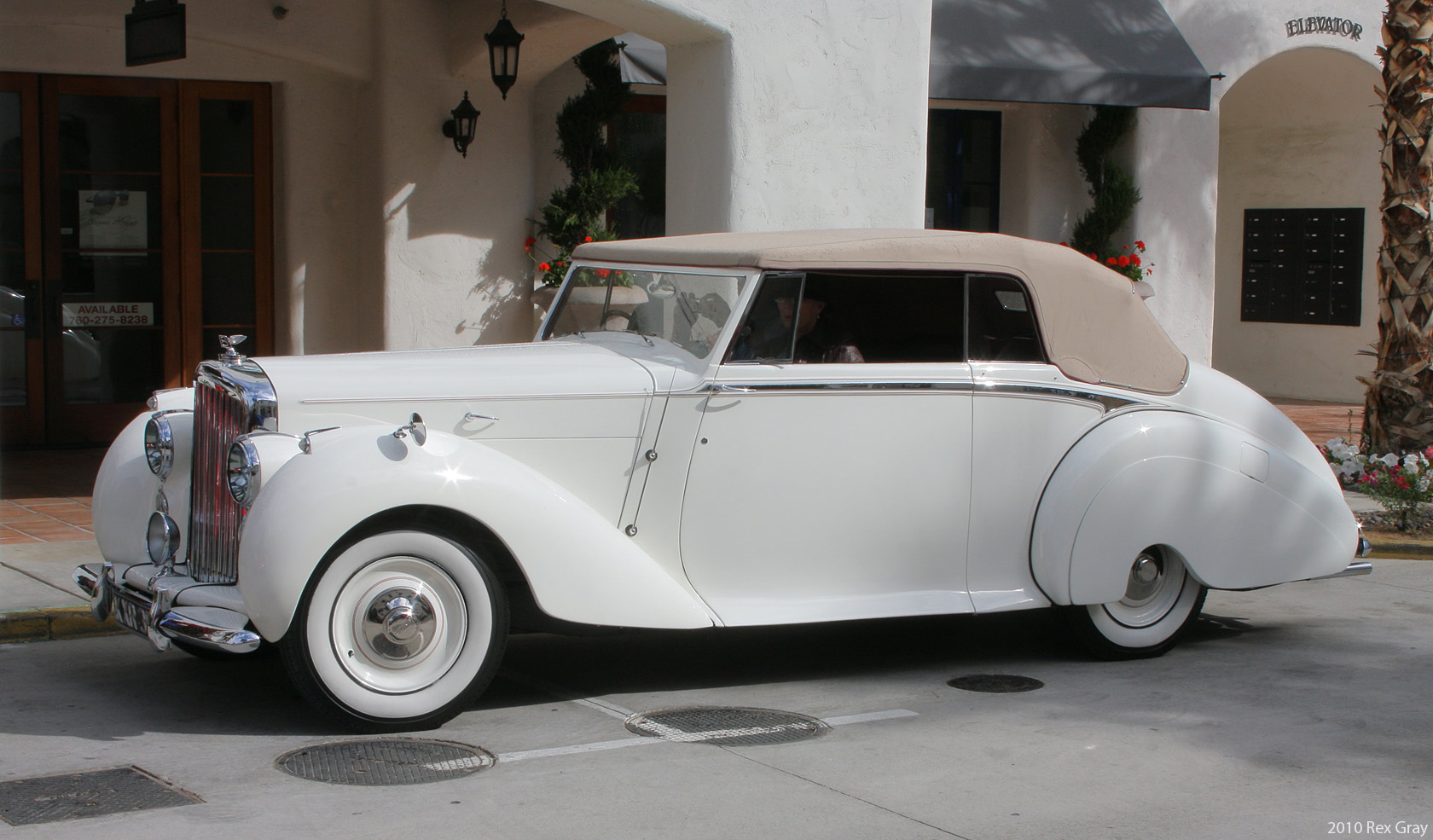
Bentley Mark VI Park Ward drophead coupé (1949)
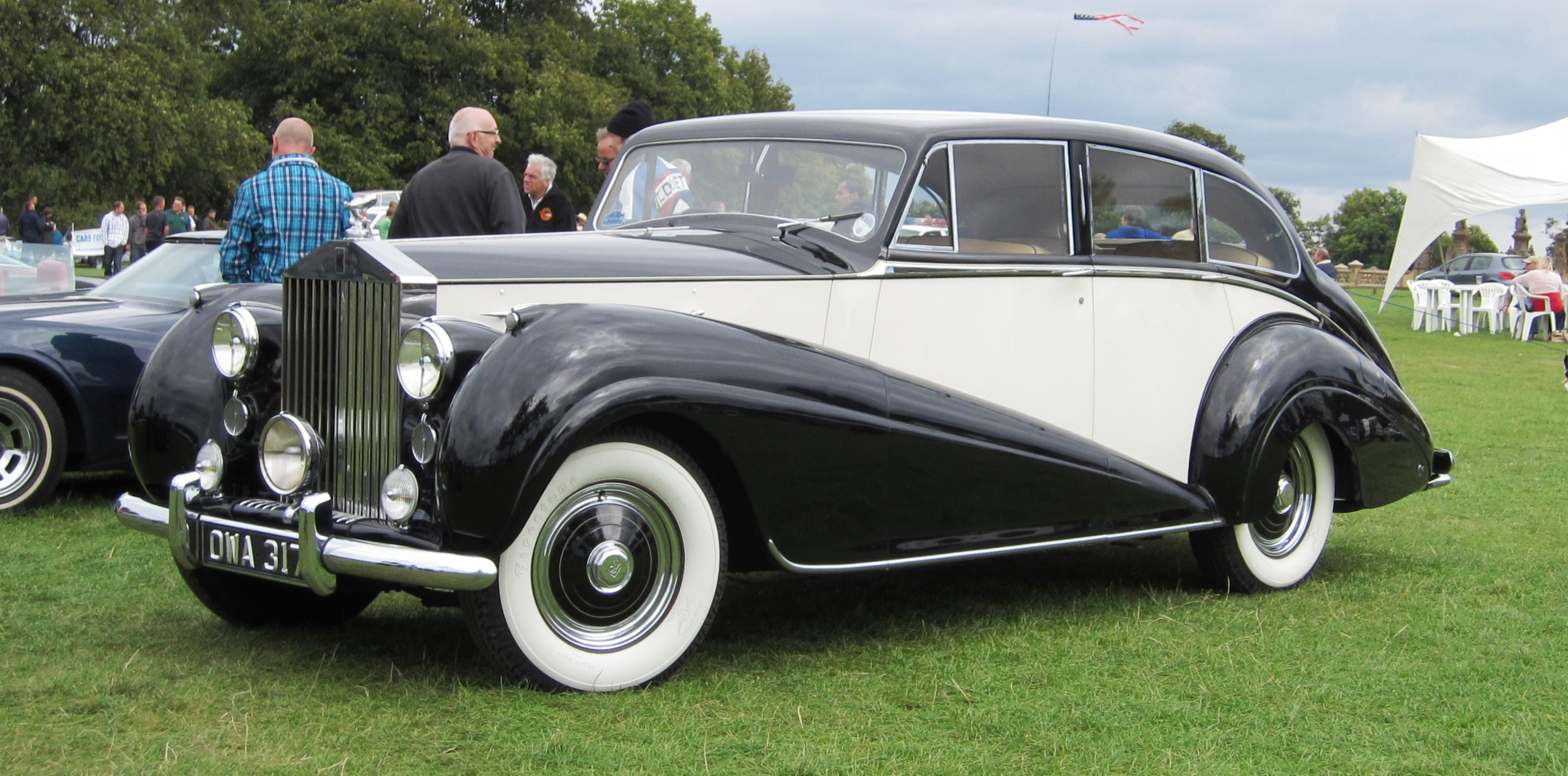
Rolls-Royce Silver Wraith (1951)
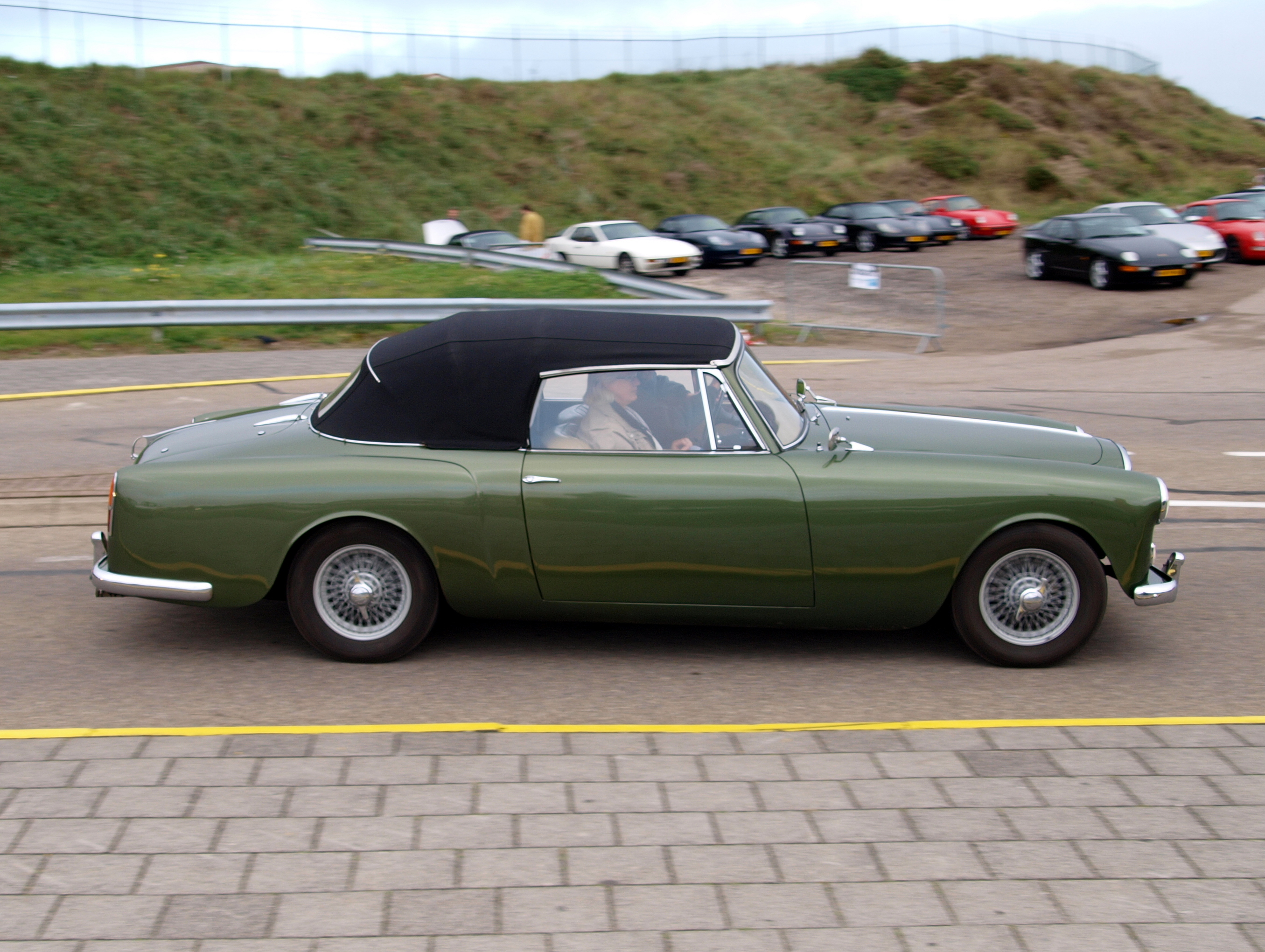
Alvis TD21 (1960) drophead coupé
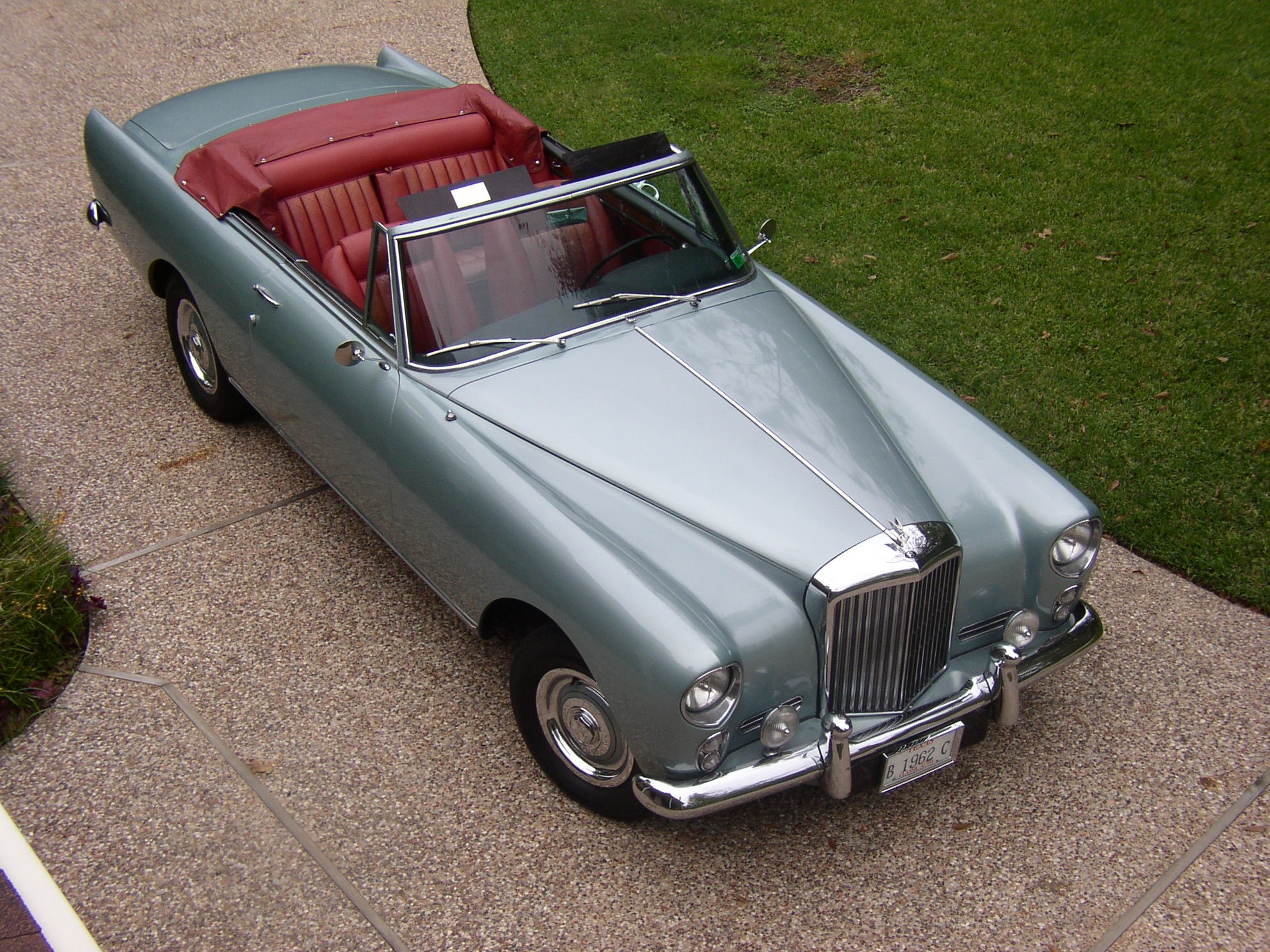
Bentley S2 Continental Park Ward drophead coupé (1962)